# Bamboesie
Bamboesie of Bambusi is een inheems dorp in het district Marowijne in Suriname. Het was eerst Karaïbisch en werd later Arowaks.
Het ligt aan de Marowijnerivier, met stroomopwaarts eraan vastgegroeid respectievelijk de dorpen Pierrekondre, Marijkedorp en Albina. In het dorp bevindt zich een oude begraafplaats.

## Geschiedenis
Het dorp werd gesticht door Karaïben en raakte later verlaten. Hierna kreeg het dorp Arowakse bewoners, met als eerste William Shimara Jubitana. Hij was afkomstig uit Powakka, van waar hij met zijn familie eerst naar Surnau vertrok en vervolgens naar Bamboesie. In de jaren 1950 vertrok ook zijn familie uit het dorp, met het doel om aan veeteelt te doen in Balaté en Paddock in Frans-Guyana.
Ondertussen werd het dorp in 1986, tijdens de Binnenlandse Oorlog, bezet door het Junglecommando van Ronnie Brunswijk. Anders dan in omliggende dorpen bleven de huizen intact.
In 1994, na afloop van de oorlog, keerde Jubitana's zoon Theo Sabajo terug naar het dorp en maakte het weer bewoonbaar. Het inheemse bestuur valt onder het dorpshoofd van Tapoekoe. Sinds de herbewoning in de jaren 1990 vormt schoon leidingwater een groot probleem in het dorp (stand 2021).